# Dzitnup
Dzitnup är en ort i Mexiko.   Den ligger i kommunen Valladolid och delstaten Yucatán, i den östra delen av landet, 1 100 km öster om huvudstaden Mexico City. Dzitnup ligger 23 meter över havet och antalet invånare är 1 248.
Terrängen runt Dzitnup är mycket platt. Runt Dzitnup är det ganska tätbefolkat, med 75 invånare per kvadratkilometer. Närmaste större samhälle är Valladolid, 6,5 km nordost om Dzitnup. I omgivningarna runt Dzitnup växer i huvudsak städsegrön lövskog.